# WKリーグ
WKリーグ（朝鮮語: WK-리그）は、大韓サッカー協会（KFA）傘下で運営する韓国の女子サッカーリーグである。現在、中小企業銀行（IBK）が冠スポンサーとして付き「IBK WKリーグ」の名称で行なわれている。

## 概要
韓国内でも女子サッカーは盛んに行なわれてはいたが、全国リーグはそれまで存在していなかった。そこで2008年にWKリーグが発足。この年は4チームによるテストシーズンとし、翌2009年から6チーム参加による正式リーグが始まり、2011年からは8チームとなった。2012年シーズン終了後に忠南一和天馬がチームの解散を発表、2013年以降は7チームの参加となっていた。2017年シーズンから慶州韓国水力原子力蹴球団が新規参入し、5年ぶりに8チームで行われた。シーズン終了後、リーグ優勝3回を誇る利川大教ヌンノピがチームを解散することになり再び7チームとなる可能性があったが、昌寧郡が利川大教を買収して「昌寧WFC」として新規参入することになり、8チームが維持された。
現在は8チームが21試合のリーグ戦を行なった後、3位チーム対2位チームによるプレーオフを経て、この勝者と1位チームがチャンピオンシップを行い優勝を決定している。現在2部リーグなどの下位組織はない。
2010年からは前年優勝チームが日本のなでしこリーグ優勝チームと「日韓女子リーグチャンピオンシップ」で対戦していたが、2012年で大会は終了した。
試合は原則としてセントラル開催（韓国国内の4都市を巡回して実施）の形式をとり、更に週末のKリーグとの日程重複を避けるため、原則として月曜のナイターで開催するようにしている。2014年から一部クラブがホーム&アウェイ方式を採用し、2015年からは軍傘下の釜山尚武以外の全クラブも追随する。

## 参加チーム（2021年)
| クラブ名                         | ホームタウン   | 創設年 |
| -------------------------------- | -------------- | ------ |
| 仁川現代製鉄レッドエンジェルズ   | 仁川広域市     | 1993   |
| 華川KSPO（華川国民体育振興公団） | 江原道華川郡   | 2011   |
| ソウルWFC                        | ソウル特別市   | 2004   |
| 水原WFC（水原市施設管理公団）    | 京畿道水原市   | 2008   |
| 世宗スポーツTOTO                 | 世宗特別自治市 | 2011   |
| 慶州韓国水力原子力蹴球団         | 慶尚北道       | 2017   |
| 報恩尚武WFC                      | 報恩郡         | 2007   |
| 昌寧WFC                          | 昌寧郡         | 2018   |

## 優勝チーム
| 年   | 優勝チーム                     |
| ---- | ------------------------------ |
| 2009 | 大教ヌンノピ                   |
| 2010 | 水原FMC                        |
| 2011 | 高陽大教ヌンノピ               |
| 2012 | 高陽大教ヌンノピ               |
| 2013 | 仁川現代製鉄レッドエンジェルズ |
| 2014 | 仁川現代製鉄レッドエンジェルズ |
| 2015 | 仁川現代製鉄レッドエンジェルズ |
| 2016 | 仁川現代製鉄レッドエンジェルズ |
| 2017 | 仁川現代製鉄レッドエンジェルズ |
| 2018 | 仁川現代製鉄レッドエンジェルズ |
| 2019 | 仁川現代製鉄レッドエンジェルズ |
| 2020 | 仁川現代製鉄レッドエンジェルズ |
| 2021 | 仁川現代製鉄レッドエンジェルズ |
| 2022 | 仁川現代製鉄レッドエンジェルズ |